# Adolf Svätopluk Osvald
Adolf Svätopluk Osvald (12. května 1839, Banská Bystrica, Rakousko – 4. července 1876, v bitvě u Sremské Rači) byl spisovatel, novinář a redaktor. Psal pod pseudonymy: A.Sv. Bystrický, Detvan, A.S.Pohronský, Turanský, Turský, Urpinov, Urpinský.
Základní a středoškolské vzdělání získal Anton Svätopluk Osvald v Banské Bystrici. V letech 1863-1866 studoval filozofii na univerzitě v Praze. Roku 1862 pracoval jako písař u župního soudu v Banské Bystrici, později byl redaktorem nejprve v Praze, poté v horních Uhrách, a nakonec pracoval Budapešti. Byl dobrovolníkem v srbsko-turecké válce, ve které nakonec padl. Příslušník generace kolem almanachu Napred. Básnickou tvorbou se zařadil do proudu epigonské poštúrovské tvorby. Osval byl autorem veršovaných pověstí, biografických profilů, politických komentářů, úvah a zpravodajských příspěvků v slovenských, českých a německých časopisech. Byl překladatelem z němčiny, polštiny a maďarštiny.